# Pocerski Metković
Pocerski Metković (cyr. Поцерски Метковић) – wieś w Serbii, w okręgu maczwańskim, w mieście Šabac. W 2011 roku liczyła 727 mieszkańców.